# 高野山大學
高野山大學（日语：／ Kōyasan Daigaku）是一座位於日本和歌山縣高野町的私立大學，創建於1926年。與佛教真言宗有關。

## 沿革
其歷史可追溯到1886年（明治19年）5月1日成立的古義大學林。1909年（明治42年）4月10日，據 專門學校令開校。1916年（大正5年）3月16日，改名為私立真言宗高野山大學。1926年（大正15年）4月2日，據大學令升格為大學。
其圖書館是日本登錄有形文化財。